# Чемпионат мира по спортивной гимнастике 1987
24-й Чемпионат мира по спортивной гимнастике проходил в 1987 году в Роттердаме (Нидерланды).

## Медалисты

### Мужчины
| Дисциплина                | Золото | Серебро                                                                     | Бронза                                                                                             |
| Командное многоборье      | СССР · Дмитрий Билозерчев · Валерий Люкин · Владимир Артёмов · Юрий Королёв · Владимир Новиков · Алексей Тихоньких | Китай · Сюй Чжицян · Лоу Юнь · Ван Чуншэн · Го Линьсян · Ли Чуньян · Ли Нин | ГДР · Хольгер Берендт · Свен Типпельт · Сильвио Кролль · Ульф Хоффман · Майк Белле · Марио Райхерт |
| Индивидуальное многоборье | Дмитрий Билозерчев СССР                                                                                            | Юрий Королёв СССР                                                           | Владимир Артёмов СССР                                                                              |
| Вольные упражнения        | Лоу Юнь Китай | Владимир Артёмов СССР                                                       | Любомир Герасков Болгария                                                                          |
| Конь                      | Дмитрий Билозерчев СССР Жолт Боркай Венгрия                                                                        | не присуждалась                                                             | Любомир Герасков Болгария                                                                          |
| Кольца                    | Юрий Королёв СССР                                                                                                  | Ли Нин Китай Дмитрий Билозерчев СССР                                        | не присуждалась                                                                                    |
| Опорный прыжок            | Лоу Юнь Китай Сильвио Кролль ГДР                                                                                   | не присуждалась                                                             | Диан Колев Болгария                                                                                |
| Параллельные брусья       | Владимир Артёмов СССР                                                                                              | Дмитрий Билозерчев СССР                                                     | Свен Типпельт ГДР                                                                                  |
| Перекладина               | Дмитрий Билозерчев СССР                                                                                            | Кёртис Хибберт Канада                                                       | Хольгер Берендт ГДР Жолт Боркай Венгрия                                                            |

### Женщины
| Дисциплина                | Золото | Серебро | Бронза                                                                                            |
| Командное многоборье      | Румыния · Даниэла Силиваш · Екатерина Сабо · Камелия Войня · Эуджения Голя · Челестина Попа · Аурелия Добре | СССР · Елена Шушунова · Светлана Баитова · Оксана Омельянчик · Елена Гурова · Светлана Богинская · Татьяна Тужикова | ГДР · Дёрте Тюммлер · Ульрике Клотц · Мартина Йенч · Клаудия Рапп · Астрид Хезе · Габриэле Фенрих |
| Индивидуальное многоборье | Аурелия Добре Румыния                                                                                       | Елена Шушунова СССР                                                                                                 | Даниэла Силиваш Румыния                                                                           |
| Опорный прыжок            | Елена Шушунова СССР                                                                                         | Эуджения Голя Румыния                                                                                               | Аурелия Добре Румыния                                                                             |
| Разновысокие брусья       | Даниэла Силиваш Румыния Дёрте Тюммлер ГДР                                                                   | не присуждалась | Елена Шушунова СССР                                                                               |
| Бревно                    | Аурелия Добре Румыния                                                                                       | Елена Шушунова СССР                                                                                                 | Екатерина Сабо Румыния Светлана Богинская СССР                                                    |
| Вольные упражнения        | Даниэла Силиваш Румыния Елена Шушунова СССР                                                                 | не присуждалась | Аурелия Добре Румыния                                                                             |